# Андоловка
Андоловка — река в России, протекает по территории Лужского района Ленинградской области. Устье реки находится в 45 км от устья Оредежа по левому берегу. Длина реки — 15 км.

## Данные водного реестра
По данным государственного водного реестра России относится к Балтийскому бассейновому округу, водохозяйственный участок реки — Луга. Относится к речному бассейну реки Нарва (российская часть бассейна).
Код объекта в государственном водном реестре — 01030000512102000025965.